# Allomyia scotti
Allomyia scotti är en nattsländeart som först beskrevs av Wiggins 1973.  Allomyia scotti ingår i släktet Allomyia och familjen Apataniidae. Inga underarter finns listade i Catalogue of Life.